# Titanove anorganske spojine
Titan je prehodni element in tvori spojine, ki so naštete na spodnjem seznamu.

## Seznam
- titanov diklorid - Cp2TiCl2
- titanov dioksid - TiO2
- titanov karbid - TiC
- titanov nitrid - TiN
- titanov tetrabromid - TiBr4
- titanov tetrajodid - TiI4
- titanov tetraklorid - TiCl4
- titanov(II) klorid - TiCl2
- titanov(III) klorid - TiCl3